# Chrystus na Morzu Galilejskim
Chrystus na Morzu Galilejskim (fr. Christ sur la mer de Galilée) – obraz olejny francuskiego malarza Eugène’a Delacroix z 1854.

## Historia
Obraz został w 1886 zakupiony przez amerykańskiego biznesmena i kolekcjonera sztuki Williama T. Waltersa. W 1894 otrzymał go w spadku Henry Walters. Do kolekcji Walters Art Museum w Baltimore należy od 1931. Ostatni raz wystawiany w Walters Art Museum na wystawie From Rye to Raphael: The Walters Story w latach 2014–2016.

## Opis
Delacroix przedstawił znaną z Nowego Testamentu scenę uciszenia burzy. Jest to scena marynistyczna. Malarz wykonał szereg wariacji tego obrazu w latach 1853–1854. Temat znalazł upodobanie u katolików francuskich za panowania Napoleona III Bonapartego.
W centralnej części dzieła przedstawiona została dwumasztowa łódź rybacka, miotana falami na wzburzonym jeziorze. Wszyscy podróżnicy trudzą się w przerażeniu, chcąc ocalić życie. Tylko Jezus śpi spokojnie, zgodnie z opisem ewangelicznym. Jezioro jest ciemne, podobnie jak niebo. Wszystko w odcieniach szarości.
Temat pojawia się w twórczości takich artystów, jak: Brueghel Starszy, Tintoretto, Rembrandt, Circignani czy James Tissot.